# Higuera de Calatrava (kommunhuvudort)
Higuera de Calatrava är en kommunhuvudort i Spanien.   Den ligger i provinsen Provincia de Jaén och regionen Andalusien, i den södra delen av landet, 290 km söder om huvudstaden Madrid. Higuera de Calatrava ligger 356 meter över havet och antalet invånare är 709.
Terrängen runt Higuera de Calatrava är lite kuperad. Runt Higuera de Calatrava är det ganska tätbefolkat, med 56 invånare per kvadratkilometer. Närmaste större samhälle är Martos, 18,3 km sydost om Higuera de Calatrava. Trakten runt Higuera de Calatrava består till största delen av jordbruksmark.